# Eduard Knoblauch

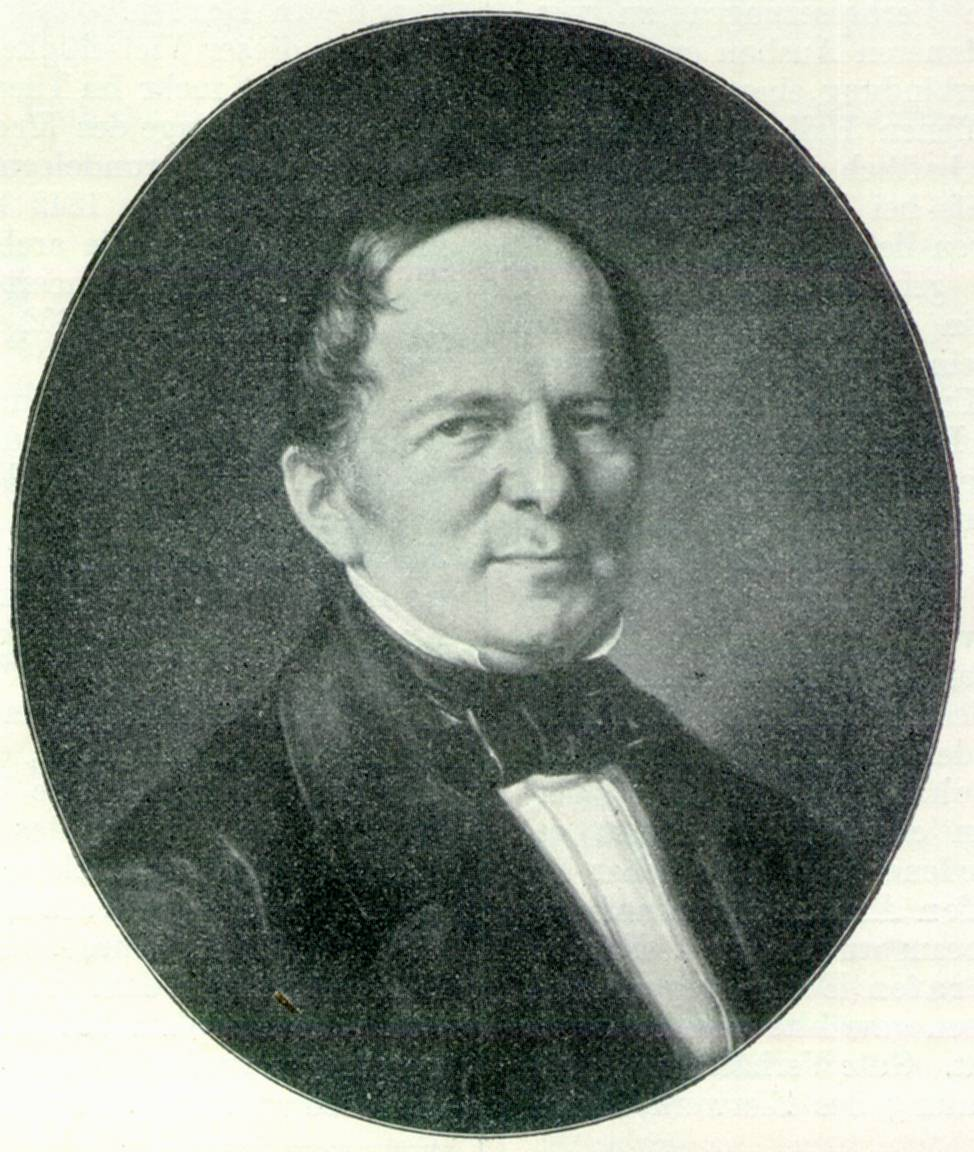
Eduard Knoblauch, (año 1850).

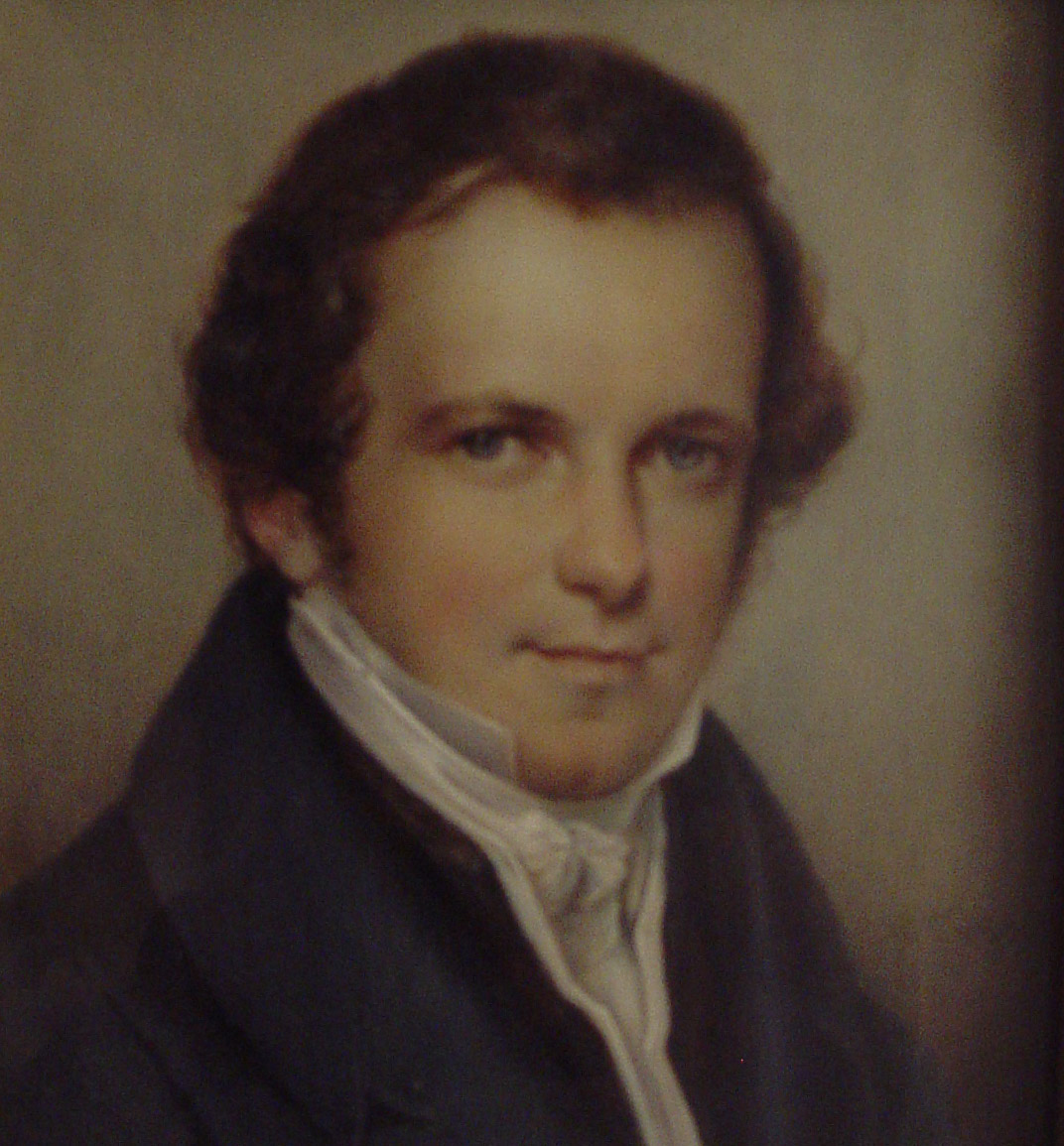
Eduard Knoblauch, (año 1830).

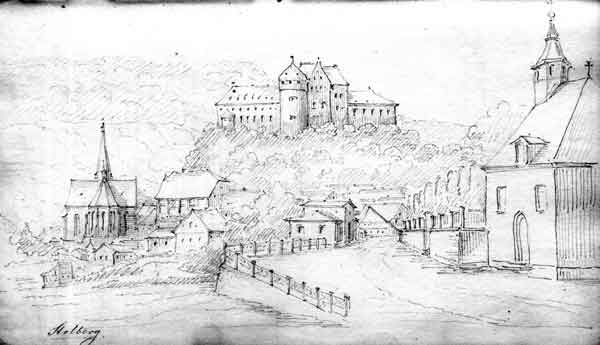
Esquema de Stolberg (Harz) por Eduard Knoblauch (1830).

Eduard Knoblauch (nombre completo: Carl Heinrich Eduard Knoblauch, a veces escrito Karl; Berlín, 25 de septiembre de 1801 - ibídem, 29 de mayo de 1865) fue un arquitecto alemán.
Eduard Knoblauch nació en casa de su familia, en el 23 de la calle Poststraße, del barrio Nikolaiviertel, en Berlín (Alemania). Estudió en la Academia berlinesa (Berliner Bauakademie) bajo la enseñanza de Karl Friedrich Schinkel logrando pasar con éxito una serie de exámenes (1818: examen de agrimensor, 1822: examen de conductor de obras, 1828: examen de maestro de obras). Fue uno de los cofundadores de la Architektenvereins (Sociedad de arquitectos) en Berlín en 1824 y estuvo en la junta directiva hasta 1862.
Editó el Diario de la construcción (Zeitschrift für Bauwesen) durante muchos años.
Después de la conclusión de sus estudios en 1828 viajó a Alemania y Holanda. Junto con el arquitecto y compañero Friedrich August Stüler viajó en 1829/1830 a Francia, Suiza e Italia. Se casó con Julie Verhuven en 1831 y tuvo dos hijos y cuatro hijas.

## Trabajos
Entre sus obras se incluyen:
- Renovación de la Embajada de Rusia (Russische Botschaft), 1840-1841 [destruida en 1945], Berlín, Alemania
- Schloss Görlsdorf, 1843 [destruido en 1945], Angermünde, Alemania
- Schloss Kröchlendorff, 1848, Nordwestuckermark, Alemania
- Schloss Schlemmin, 1850, Schlemmin, Alemania
- Schloss Lanke (renovación), 1858, Wandlitz, Alemania
- Nueva Sinagoga (Berlín), 1859-1866 (dañada por bombardeos en 1943, reconstruida en 1995), Berlín, Alemania.

Su hijo Gustav Knoblauch (1833-1916) también fue arquitecto, como su hermano mayor Arnold Knoblauch (1879-1963), ambos en Berlín. Su hijo Charles Edward Knoblauch (1837-1886) fue un importante hombre de negocios en Londres y Nueva York.